# Bellpuig (Taradell)
Bellpuig és una masia de Taradell (Osona) inclosa a l'Inventari del Patrimoni Arquitectònic de Catalunya.

## Descripció
Masia de planta rectangular, cobert a dues aigües i el carener perpendicular a la façana, la qual està orientada a migdia. A la part de la façana presenta un cos adossat de galeries i habitacions, amb planta baixa i primer pis i cobert a una sola vessant amb el desguàs a la façana, fruit de successives reformes i ampliacions. Consta de tres plantes i golfes. Sota els pòrtics hi ha l'antic portal adovellat, tapat parcialment. Els materials constructius són bàsicament la pedra picada en els ornaments, pedra, calç i tàpia i arrebossat en parts.

## Història
Segons sembla, l'antic mas, en un principi només masoveria, estava situat dintre del terme de l'antiga vila de Molist, els límits del qual arribaven fins al Ral; mas enclavat entre la riera de Tona i el riu Gurri, propietat del prior de l'Estany. Els primers documents que l'esmenten són de l'any 915. Aquestes terres formaven part del terme del castell de Taradell i estaven sota el Sr. de Montrodon. El nom apareix documentat a principis del segle xii amb Bertra Bellpuig, hereu del mas, a la segona generació fou hereu Brenguer Bellpuig i a la tercera Pere Bellpuig, casat amb Ermessendis de les Vinyes de Malla al 1211. Als voltants de 1440, a la segona generació, l'hereu Francesc Bellpuig fou un dels pocs pagesos supervivents de la pesta negra i sol·licità al senyor Vilademany de Taradell el permís per a conrear les terres hermes que havien quedat deshabitades, i fou redimit també del vassallatge del Sr. de Montrodon.